# Aya Muqu
Aya Muqu (en quechua aya cadáver, cerro muqu, "cerro cadáver", también deletreado Aya Moqo) es un sitio arqueológico en Perú. Fue declarado Patrimonio Cultural de la Nación por Resolución Directoral en 2003. Aya Muqu se encuentra en el distrito de Chipao, provincia de Lucanas en el departamento de Ayacucho.